# Opel Tigra

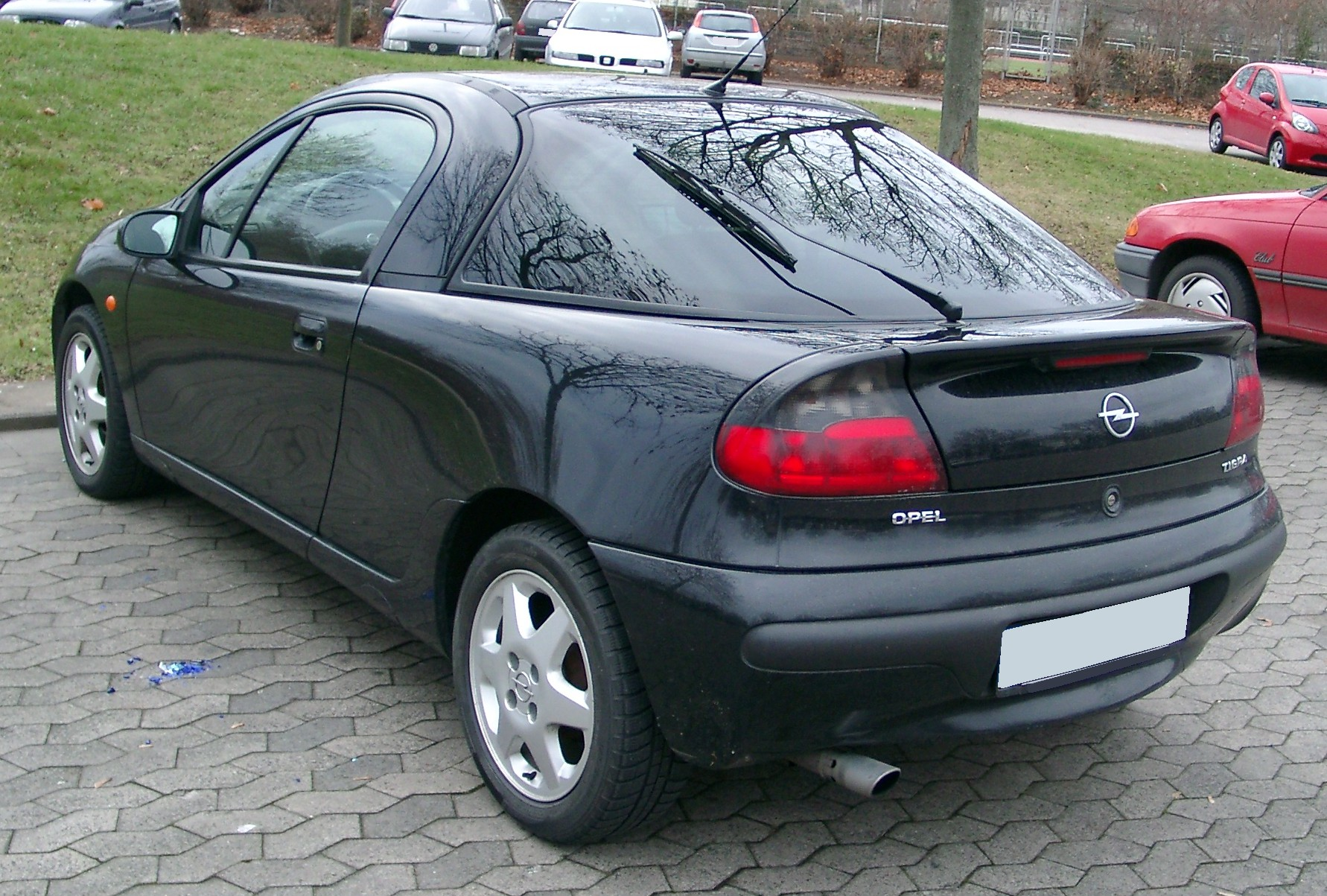
Heckansicht

Der Opel Tigra war ein Pkw-Modell des deutschen Automobilherstellers Opel, das ab September 1994 produziert wurde. In Großbritannien wurde er als Vauxhall Tigra, in Brasilien und Mexiko als Chevrolet Tigra und in Australien als Holden Tigra vertrieben.
Den Tigra bewarb Opel 1995 mit einem aufwendigen Werbespot, in dem Franziska van Almsick im New Yorker Stadtverkehr förmlich abtauchte.
Im Juli 2001 lief die Produktion des Tigra aus. Das als Nachfolger gedachte Cabriolet Tigra Twintop wurde erst im Herbst 2004 auf den Markt gebracht.

## Technik
Es handelte sich beim Opel Tigra um ein 2+2-sitziges Sportcoupé, das im spanischen Saragossa produziert wurde, technische Basis war der Corsa B. Auch die beiden zur Verfügung stehenden Motoren stammen aus dem Corsa, Ecotec-Benzinmotoren mit 1,4 und 1,6 Litern Hubraum, die 66 bzw. 78 kW (90 bzw. 106 PS) leisteten. Die Fahrzeuge mit 1,6-Liter-Motor verfügen serienmäßig über Nebelscheinwerfer. Während das 1,6-Liter-Aggregat nur bis August 1998 gebaut wurde, war der 1,4-Liter-Motor bis zum Produktionsende erhältlich.
Wie das Basismodell Corsa B hatte der Tigra Frontantrieb und ein manuelles Fünfganggetriebe, beim 1,4-Liter-Motor war optional auch ein Viergang-Automatikgetriebe erhältlich.
Das Fahrwerk bestand aus Gasdruckstoßdämpfer vorne und hinten, einer Verbundlenkerhinterachse sowie Stabilisatoren vorne und hinten. Die Bremsscheiben an der Vorderachse waren innenbelüftet, an der Hinterachse waren Bremstrommeln verbaut. ABS gab es beim Tigra 1,6 Liter serienmäßig.

## Statistik
Insgesamt verkaufte sich der Tigra weltweit 256.392 mal, allein in Deutschland waren es 59.462 Exemplare. Laut Abschlussbericht des Bundesamtes für Wirtschaft und Ausfuhrkontrolle wurden 576 Opel Tigra zugunsten der Umweltprämie verschrottet.

## Weitere Modellversionen
1993 zeigte Opel auf der IAA 1993 vorab eine Studie des Tigra als Coupé sowie eine für die Serie nicht realisierte Version als Roadster.
1995 wurde als Ideenträger ohne Vorgabe einer Serienproduktion ein Tigra V6 konstruiert. Hierbei handelte es sich um ein Mittelmotor-Fahrzeug mit Hinterradantrieb, das von einem 3,0-Liter Ottomotor mit 154 kW (209 PS) angetrieben wurde.
Die Firma Irmscher baute den Tigra zum Pick-up um und nannte ihn Irmscher Fun. 25 Stück sollen verkauft worden sein.
Vom Hersteller wurden 50 Opel Tigra Cinema Edition in der Farbe Pink hergestellt.

## Motordaten
|                                 | 1.4 16V (X14XE)                                              | 1.6 16V (X16XE)                                              |
| ------------------------------- | ------------------------------------------------------------ | ------------------------------------------------------------ |
| Motorbauart                     | Reihe (DOHC)                                                 | Reihe (DOHC)                                                 |
| Einbauposition                  | vorn, quer vor Achse                                         | vorn, quer vor Achse                                         |
| Zylinder, Ventile               | 4, 4 pro Zylinder                                            | 4, 4 pro Zylinder                                            |
| Hubraum                         | 1389 cm³                                                     | 1598 cm³                                                     |
| Bohrung × Hub                   | 77,6 × 73,4 mm                                               | 79,0 × 81,5 mm                                               |
| Verdichtung                     | 10,5 : 1                                                     | 10,5 : 1                                                     |
| Leistung max. kW (PS) bei 1/min | 66 (90) bei 6000                                             | 78 (106) bei 6000                                            |
| Drehmoment max. Nm bei 1/min    | 125 bei 4000                                                 | 148 bei 4000                                                 |
| Gemischaufbereitung             | Mehrstelleneinspritzung, Motronic                            | indirekte, elektron. K.-Einspr., Multec S                    |
| Zündsystem                      | elektron. Kennfeldsteuerung (EST) + Klopfregelung (Multec S) | elektron. Kennfeldsteuerung (EST) + Klopfregelung (Multec S) |
| Beschleunigung 0–100 km/h       | 11,5 s                                                       | 9,4 s                                                        |
| Höchstgeschwindigkeit km/h      | 190                                                          | 203                                                          |
| Abgasreinigung                  | 3-Wege-Kat mit Lambda-Sonde                                  | 3-Wege-Kat mit Lambda-Sonde                                  |
| Schadstoffklasse                | D3                                                           | D3                                                           |
| CO2-Emission (g/km)             | 173                                                          | 183                                                          |
| Kraftstoffverbrauch l/100 km    | 7,3 Super (kombiniert)                                       | 7,7 Super (kombiniert)                                       |